# Prairie City (Dakota del Sur)
Prairie City es un lugar designado por el censo ubicado en el condado de Perkins en el estado estadounidense de Dakota del Sur. En el Censo de 2010 tenía una población de 23 habitantes y una densidad poblacional de 6,04 personas por km².

## Geografía
Prairie City se encuentra ubicado en las coordenadas 45°32′10″N 102°49′2″O / 45.53611, -102.81722. Según la Oficina del Censo de los Estados Unidos, Prairie City tiene una superficie total de 3.81 km², de la cual 3.67 km² corresponden a tierra firme y (3.6%) 0.14 km² es agua.

## Demografía
Según el censo de 2010, había 23 personas residiendo en Prairie City. La densidad de población era de 6,04 hab./km². De los 23 habitantes, Prairie City estaba compuesto por el 100% blancos, el 0% eran afroamericanos, el 0% eran amerindios, el 0% eran asiáticos, el 0% eran isleños del Pacífico, el 0% eran de otras razas y el 0% pertenecían a dos o más razas. Del total de la población el 0% eran hispanos o latinos de cualquier raza.